# Списак рачунарских вируса
Списак рачунарских вируса обухвата азбучни списак рачунарских вируса о којима постоје или би требало да постоје чланци у склопу википедије на српском језику.